# Nototanais dimorphus
Nototanais dimorphus är en kräftdjursart som först beskrevs av Frank Evers Beddard 1886.  Nototanais dimorphus ingår i släktet Nototanais och familjen Nototanaidae. Inga underarter finns listade i Catalogue of Life.